# Sertularella crassa
Sertularella crassa is een hydroïdpoliep uit de familie Sertulariidae. De poliep komt uit het geslacht Sertularella. Sertularella crassa werd in 1919 voor het eerst wetenschappelijk beschreven door Billard. 